# Vesicularia latiramea
Vesicularia latiramea är en bladmossart som beskrevs av Brotherus in Mildbraed 1910. Vesicularia latiramea ingår i släktet Vesicularia och familjen Hypnaceae. Inga underarter finns listade i Catalogue of Life.